# Buckeye (Arizona)
Buckeye es un pueblo ubicado en el condado de Maricopa en el estado estadounidense de Arizona. En el Censo de 2010 tenía una población de 50 876 habitantes y una densidad poblacional de 52,33 personas por km².

## Geografía
Buckeye se encuentra ubicado en las coordenadas 33°25′48″N 112°38′50″O / 33.43000, -112.64722. Según la Oficina del Censo de los Estados Unidos, Buckeye tiene una superficie total de 972.26 km², de la cual 971.91 km² corresponden a tierra firme y (0.04%) 0.34 km² es agua.

## Demografía
Según el censo de 2010, había 50.876 personas residiendo en Buckeye. La densidad de población era de 52,33 hab./km². De los 50.876 habitantes, Buckeye estaba compuesto por el 65.7% blancos, el 7.11% eran afroamericanos, el 1.79% eran amerindios, el 1.79% eran asiáticos, el 0.2% eran isleños del Pacífico, el 19.25% eran de otras razas y el 4.16% pertenecían a dos o más razas. Del total de la población el 38.31% eran hispanos o latinos de cualquier raza.